# 2064 Thomsen
2064 Thomsen este un asteroid din centura principală, descoperit pe 8 septembrie 1942 de Liisi Oterma.